# Manninger Vilmos
Manninger Vilmos (Sopron, 1876. szeptember 30. – Sopron, 1945. május 2.) magyar orvos, sebész.

## Életpályája
1893-ban érettségizett a soproni líceum diákjaként. 1898-ban Budapesten orvosdoktorrá avatták. 1900-ban műtőorvosi képesítést szerzett. 1902–1906 között a Szent János Kórház gyakornoka volt. 1906-ban egyetemi magántanárrá habilitálták. 1907-ben rendelő orvos lett a Szent János Kórházban. 1907–1913 között, valamint 1921–1923 között a Magyar Sebész Társaság titkára volt. 1908-tól a Margit Kórház főorvosa volt. 1914–1934 között a Szent János Kórház Sebészeti Osztályának vezető főorvosaként praktizált. 1926-ban a magyarországi rákkutató bizottság főtitkára lett. 1926-ban címzetes egyetemi tanár lett. 1926-ban az Eötvös Loránd Rádium és Röntgen Intézet főorvosa lett. 1936-ban kórházügyi előadó volt a Belügyminisztériumban. 1937-ben nyugdíjba vonult.
Fontosak az aszepszisre vonatkozó tanulmányai. A rák elleni küzdelem, a hazai rákstatisztika egyik első megszervezője. Borszéky Károllyal együtt szerkesztette A Magyar Sebésztársaság munkálatait (Budapest, 1913).

## Családja
Szülei Manninger Adolf/Gusztáv és Schneller Mária voltak. Testvére, Manninger Gusztáv (1880–1954) mezőgazdász volt. 1915. október 11-én, Budapesten házasságot kötött Grill Juliannával (1887–1961).
Sírja a Farkasréti temetőben található (610-317).

## Művei
- Az aseptikus és antiseptikus orvoslási módok története (1903)
- Onomatologia medica, orvosi neves könyv (Bakay Lajossal, Budapest, 1905)
- A sebészet tankönyve (Budapest, 1910–1913)
- A sebészet diadalútja (Budapest, 1938)

## Díjai
- Vigyázó-díj (1903)
- Magyar Érdemrend középkeresztje (1939)[8]

## Emlékezete
- 2000. október 6-án a Doborjáni Ferenc Nevelési-Oktatási Központ alapításának 50 éves évfordulóján az intézmény falán emlékére domborművet avattak.[9]